# يافردون ليه باين (سويسرا)
يافردون ليه باين (بالفرنسية: Yverdon-les-Bains)‏ هي بلدية تقع في سويسرا في كانتون فود. يقدر عدد سكانها بـ 26,621 نسمة.

## المدن التوأمة
مدن نوجينت سور مارن، فينترتور، Prokuplje، كاغامينو ‏، بلدية بونتارلييه و كوليزانو هي مدن توأمة لـيافردون ليه باين (سويسرا).

## أعلام
- إلي برتراند
- ميكا شناونسي
- ويتني تويلوي
- ميركو سالفي
- ألفرد ديك